# Trinidad (Schiff)
Die Trinidad war das Flaggschiff der ersten spanischen Molukken-Expedition unter Ferdinand Magellan. Sie erreichte am 8. November 1521 unter dem Kommando von Gonzálo Gómez de Espinosa die Insel Tidore. Von dort legte die Trinidad am 6. April 1522 wieder ab, mit dem Ziel, Panama zu erreichen. Es war der erste Versuch europäischer Seefahrer, den Pazifik in west-östlicher Richtung zu überqueren.

## Anschaffung
Das Schiff, das zuvor den Namen Santa Catalina de Siena trug, wurde im September 1518 durch die Casa de la Contratación für Magellans Molukken-Expedition erworben und in Trinidad (Dreifaltigkeit) umbenannt. Der Kaufpreis betrug 270.000 Maravedís (720 Dukaten). Als Makler oder Verkäufer des Schiffes fungierte der baskische Kapitän Nicolás de Artieta.

## Geschichte
Am 10. August 1519 stach eine Flotte von fünf Schiffen von Sevilla aus in See. Sie sollte unter dem Kommando von Ferdinand Magellan einen westlichen Seeweg zu den Gewürzvorkommen auf den Molukken finden. Die Trinidad war Magellans Flaggschiff. Die Flotte steuerte die Kanarischen Inseln an und überquerte anschließend den Atlantik. Nach einem zweiwöchigen Aufenthalt in der Bucht von Rio de Janeiro segelte sie entlang der südamerikanischen Ostküste nach Süden. Unterhalb des 35. südlichen Breitengrads suchte Magellan eine Durchfahrt in den Pazifik. Im Verlauf der Suche ging eines seiner Schiffe, die Santiago, verloren. Am 21. Oktober 1520 entdeckte er eine Durchfahrt (die später nach dem ihm Magellanstraße benannt wurde) und durchquerte sie. Dabei desertierte ein weiteres Schiff, die San Antonio. Die restlichen drei fuhren über den Pazifik und erreichten die heutigen Philippinen. Dort starb Magellan. Ein weiteres Schiff, die Concepción, wurde verbrannt, sodass nur noch zwei Schiffe übrig waren: die Trinidad und die Victoria. Diese beiden erreichten die Molukken, wo sie sich aufteilten: Während die Victoria durch den Indischen Ozean und um das Kap der guten Hoffnung nach Spanien heimkehrte, versuchte die Trinidad auf demselben Weg zurückzufahren, auf dem sie hergekommen waren, das heißt durch den Pazifik, und die spanische Kolonie in Panama zu erreichen. Es war der erste Versuch eines europäischen Schiffes, den Pazifik in west-östlicher Richtung zu überqueren.

## Versuch der Pazifiküberquerung von Westen nach Osten
Die Abfahrt der Trinidad verzögerte sich wegen eines Lecks, das zunächst in monatelanger Arbeit repariert werden musste. Erst am 6. April 1522 war das Schiff bereit zum Auslaufen. An Bord befanden sich 53 Menschen und 50 Tonnen Gewürznelken. Kapitän war Gonzálo Gómez de Espinosa, als Steuermänner fungierten die Italiener Giovanni Battista und Leon Pancaldo. Beim Versuch, den Nordpazifik zu überqueren, passierten sie die Marianen und kamen bis 42° Nord. Doch dann zwang sie ein zwölf Tage andauernder Sturm zur Umkehr. Auf dem Rückweg starben zwei Fünftel der Besatzung an Kälte, Hunger und Skorbut.
Unterdessen war auf Ternate, der Nachbarinsel von Tidore, eine portugiesische Flotte von sieben Schiffen mit 300 Mann gelandet.
Am 20. Oktober 1522 erreichte die Trinidad die Westküste Halmaheras. An Bord befanden sich noch ca. 20 völlig entkräftete Überlebende, die ein Hilfsgesuch an die Portugiesen schickten. Die Portugiesen schleppten das Schiff nach Ternate und nahmen die Besatzung gefangen. Die Trinidad war nur noch ein Wrack, das acht Tage nach der Ankunft mit seiner Ladung Gewürznelken nicht weit von der Küste Ternates sank. Wertvolles Holz, Anker und Mast der im Schlick feststeckenden Trinidad benutzten die Portugiesen für den Bau einer Festung auf Ternate.
Die Besatzungsmitglieder mussten beim Festungsbau helfen und blieben danach jahrelang in portugiesischer Gefangenschaft, wo die meisten starben. Nur fünf kehrten 1526 über Indien und Lissabon nach Europa zurück. Sie waren nach den Heimkehrern auf der Victoria die ersten Menschen, die eine Weltumrundung vollendeten.

## Überlebende der Trinidad, die nach Europa zurückkehrten
- Juan Rodríguez el Sordo
- Hans Barge, deutscher Geschützmeister, 1527 in Lissabon in Kerkerhaft verstorben
- Gonzálo Gómez de Espinosa
- Ginés de Mafra
- Leon Pancaldo aus Savona